# Harry Hermerén
Axel Harry William Hermerén, född den 10 augusti 1907 i Tryde församling, Kristianstads län, död den 9 augusti 1995 i Barkåkra församling, Kristianstads län, var en svensk teolog och skolman. Han var far till Göran Hermerén.
Hermerén avlade studentexamen i Lund 1927, teologie kandidatexamen 1932, teologie licentiatexamen 1935 och filosofie kandidatexamen 1937. Efter att ha varit extra lärare vid Latinskolan i Malmö 1936 gjorde han sitt provår vid Södra latinläroverket i Stockholm 1937 och var extra lärare där 1938. Hermerén blev adjunkt vid högre allmänna läroverket för gossar i Helsingborg 1939 och lektor i kristendomskunskap och filosofi vid högre allmänna läroverket i Ystad 1949. Han blev därjämte studierektor vid Tjänstemännens Bildningsverksamhet 1958 och rektor vid kvällsgymnasiet 1964. Hermerén var styrelseledamot i Kristendomslärarnas förening i Skåne. Han författade Uppsala möte (1944), uppsatser i facktidskrifter och dagspress samt läroböcker i kristendomskunskap och filosofi. Hermerén var medarbetare i Svenskt biografiskt lexikon. Han var riddare av Nordstjärneorden.